# Conochares elegantula
Conochares elegantula är en fjärilsart som beskrevs av Harvey 1876. Conochares elegantula ingår i släktet Conochares och familjen nattflyn. Inga underarter finns listade i Catalogue of Life.